# Operação Background
Operação Background foi uma operação da Polícia Federal e da Receita Federal deflagrada em maio de 2021 que investigou  crimes tributários, financeiros, trabalhistas e de lavagem de dinheiro.
Segundo a Procuradoria da Fazenda, as empresas do Grupo João Santos têm dívidas tributárias, de 8,6 bilhões de reais, e trabalhistas de 55 milhões de reais.
Na primeira fase da operação foram cumpridos 53 mandados de busca e apreensão nos estados de Pernambuco, São Paulo, Amazonas, Pará e Distrito Federal, com apreensão de joias, obras de arte, iates, de dinheiro em espécie.
Em janeiro de 2024, a justiça tornou réu por lavagem de dinheiro e organização criminosa 26 integrantes do Grupo João Santos, conglomerado pernambucano dono de mais de 40 empresas, incluindo o Cimento Nassau. A denúncia, uma das cinco apresentadas pelo Ministério Público Federal (MPF), foi a primeira a ser aceita pela Justiça Federal em Pernambuco (JFPE).

## Antecedentes
Em março de 2020 fora iniciadas as investigações e concluídas em fevereiro de 2023. Na deflagração da operação, houve determinação judicial de bloqueio dos bens dos investigados, entre pessoas físicas e jurídicas.
De acordo com a PF, os herdeiros transformaram 8,6 bilhões de reais de passivo tributário do conglomerado em patrimônio pessoal, causando danos no governo federal, e em 8 000 ex-funcionários.